# Barbus bourdariei
Barbus bourdariei е вид лъчеперка от семейство Шаранови (Cyprinidae). Видът е застрашен от изчезване.

## Разпространение
Разпространен е в Камерун.

## Описание
На дължина достигат до 10,8 cm.